# Рыжий ревун

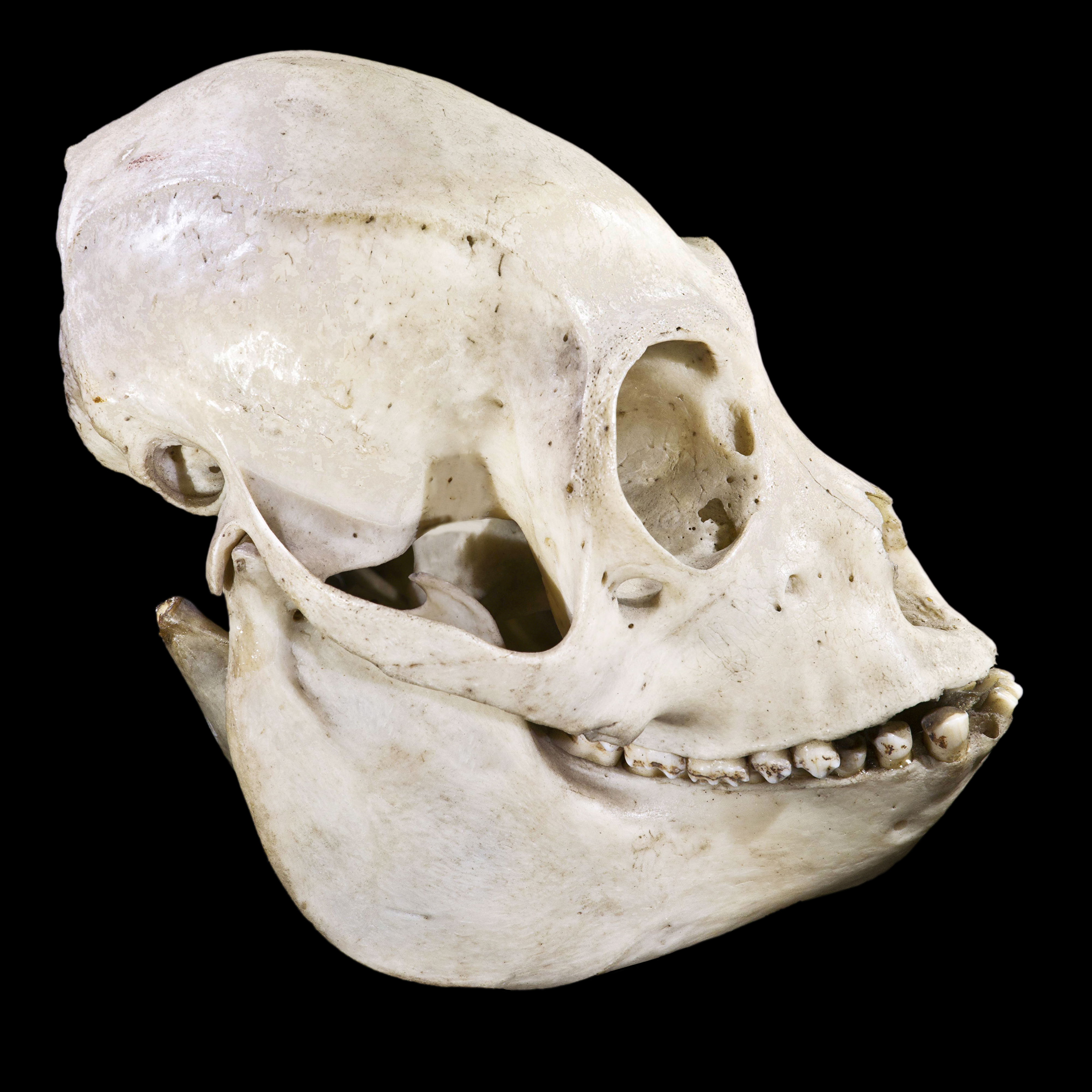
Череп

Ры́жий реву́н, или кра́сный реву́н (лат. Alouatta seniculus) — один из видов широконосых обезьян (Platyrrhini).
У рыжих ревунов, как и у большинства других обезьян, развито социальное поведение. Представители этого вида объединяются в группы, насчитывающие от пяти до двадцати особей. Возглавляет группу старый самец. На позицию лидера группы претендуют и другие половозрелые самцы, поэтому между самцами часто возникают стычки за первенство.
Рыжие ревуны — неторопливые животные. Они медленно лазают по деревьям и между ними, за день покрывая расстояние около 400 метров. Активны в основном в утренние и дневные часы. По ночам они спят на деревьях. Длина самца 49–72 см, самки 46–57 см. Самцы весят 6,5 до 8 кг, самки значительно меньше, их вес от 4,5 до 6,4 кг.
В рацион входит арахис, листва деревьев, различные семена, плоды и цветы. Пищеварительный тракт рыжих ревунов хорошо приспособлен к растительной пище: он достаточно длинный, содержит специальные бактерии, помогающие переваривать твёрдую пищу. Рыжий ревун не имеет определённого сезона размножения; партнёры часто меняются. Беременность длится 186—194 дней. В помёте всегда один детёныш. Мать кормит детёныша от 18 до 24 месяцев.
Половозрелые самцы — лидеры группы. Они могут либо создать новые группы, либо пытаться свергнуть ведущих самцов. Возраст половой зрелости от 3,5 до 4 лет.
Некоторые учёные выделяли до 9 подвидов рыжих ревунов: Alouatta seniculus seniculus, A. s. arctoidea, A. s. stramineus, A. s. macconnelli, A. s. insulanus, A. s. amazonica, A. s. juara, A. s. puruensis и A. s. sara. Большинство из них признано синонимами других подвидов. Данных по A. s. stramineus пока нет.
Рыжий ревун распространён от Колумбии до Амазонки и от Эквадора до центральной Боливии. Охранный статус вида — вызывающий наименьшие опасения (англ. Least Concern).